# Place Gambetta (Vannes)
Pour les articles homonymes, voir Place Gambetta.
La place Gambetta (autrefois place du Morbihan) est une place publique hémisphérique du centre-ville de Vannes (Morbihan). Elle fait la jonction entre le centre historique et le port de la ville.

## Localisation

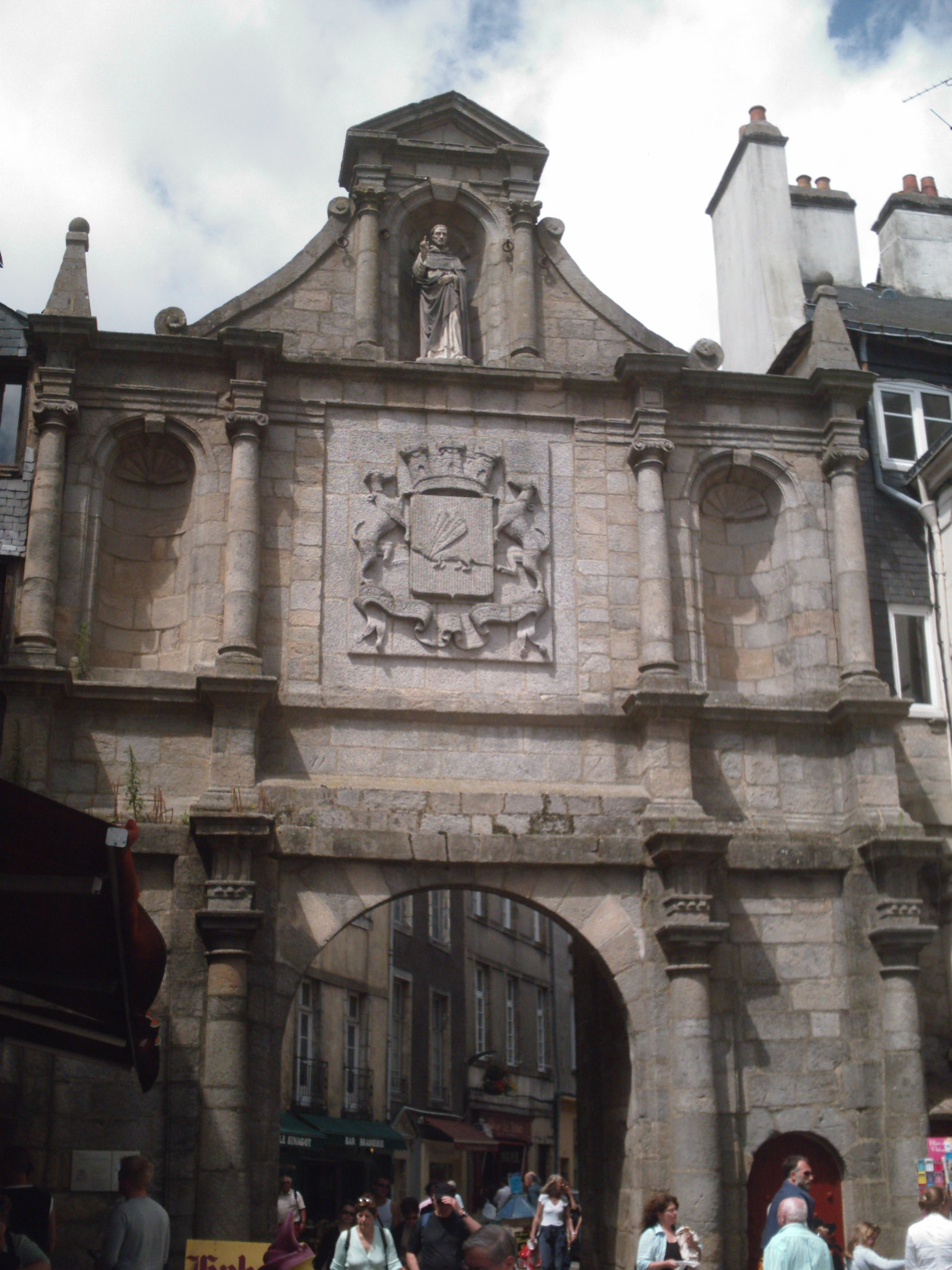
La porte Saint-Vincent.

La place Gambetta est située immédiatement au sud de la porte Saint-Vincent et de la place des Lices. Elle s'ouvre en arc de cercle sur le port de Vannes.

## Origine du nom
Elle doit son nom actuel à Léon Gambetta (1838-1882), homme politique, membre du gouvernement de la défense nationale en 1870, président du Conseil.

## Histoire
La place a été créée en 1835 dans le but d'assainir une zone basse correspondant aux anciens fossés de la ville, dans laquelle s'accumulaient les eaux usées. La Marle se jetait alors dans le chenal menant au golfe du Morbihan, entre deux vasières. Le pont Saint-Vincent, franchissait la rivière au pied de la porte Saint-Vincent.
Le projet, conduit par l'architecte-urbaniste Philippe Brunet-Debaines, consiste à remblayer les vasières, à construire une série d'immeubles, dont certains sur pilotis, à canaliser la Marle et à couvrir le pont. Après le décès de Brunet-Debaines, en 1838, c'est Marius Charier qui prend le chantier en charge, transformant quelque peu le projet en proposant des constructions de plus haute taille, utilisant la pierre blanche et le granit en façade et s'inspirant de l'architecture néo-classique.
La construction des maisons de la place du Morbihan s'est achevée en 1843.
La place a été restaurée en 1976, ce qui donna lieu à la destruction des arches subsistantes du l'ancien pont Saint-Vincent. De nouveaux travaux de voirie, en 2005, mirent au jour une dernière arche encore en état.

## Activités
La place Gambetta est un point de passage routier important entre l'est et l'ouest du centre-ville. Elle subit donc une circulation automobile incessante. L'espace libre est presque entièrement utilisé par les terrasses de cafés et de restaurants.